# Јасмин Кан
Јасмин „Јаз” Кан (енгл. Yasmin "Yaz" Khan) измишљени је лик који је створио Крис Чибнал, а тумачила Мандип Гил у британској научнофантастичној телевизијској серији Доктор Ху. У једанаестом серијалу серије, почевши од прве епизоде, Јасмин је била сапутница Тринаесте Докторка, инкарнације ванземаљског путника кроз време познатог као Доктор (коју је глумила Џоди Витакер). Она се растала од Докторке у „Моћи Доктора”, последњој епизоди Тринаесте Докторке и била је последња особа која је била са њом пре него што се регенерисала. Она је једна од само две сталне сапутнице које су биле присутне током читавог мандата неке инкарнације Доктора, а друга је Роуз Тајлер која је све време била заједно са Деветим Доктором (Кристофер Еклстон).

## Појављивања

### Телевизија
Јасмин Кан се први пут појавила у премијерној епизоди једанаестог серијала, „Жена која је пала на Земљу”. Јаз је 19-годишња полицајка на пробном раду из Шефилда у Енглеској која је жељна да се докаже. Основну школу је похађала са Рајаном Синклером. Она наставља да живи са својом породицом (својим родитељима Хакимом и Наџијом, као и старијом сестром Соњом) у стану у насељу Парк Хил. Када се вратила у свој дом у „Арахнидима у Уједињеном Краљевству”, она одлучује да жели у потпуности да се придружи Докторки на њеним путовањима.
У „Демонима Панџаба” она пита Докторку да ли би могла да се врати у прошлост да посети и научи нешто о животу своје баке Амбрин (Амита Суман). Мислећи да ће упознати свог деду, од кога је наследила његов покварени сат, она га нигде не налази. Она одлучује да остане, упркос Докторкиним упозорењима, постајући део историје своје баке током поделе Индије где је умро Амбринин први муж.
Јаз се борила са својим психичким здрављем када је била млађа и бесмртна Зелин ју је натерала да има ноћне море о дану када је побегла од куће у епизоди „Да ли ме чујеш”. Три године касније Јаз и Соња обележавају годишњицу тог догађаја вечером. Полицајка је пронашла Јаз на ивици пута усред ничега након што их је Соња позвала из страха да ће Јаз наудити себи. Полицајка Анита разговара са Јаз и предлаже јој опкладу око избора који ће донети. Пронашла је Аниту пошто је Докторка спречила бесмртнике да муче људе ноћним морама као начин да се захвали.
У „Револуцији Далека” када је Докторка провела десет месеци (из перспективе њених сапутника) заглављена у ванземаљском затвору, Јаз је једина највише била усредсређена на замисао да ће се Докторка вратити, док Грејам и Рајан на крају желе да прихвате замисао да треба да окрену нови лист. Међутим, долазе до тога да поделе снимак Робертсона који је снимљен са Далеком. Када се Докторка на крају вратила, захваљујући Џеку Харкнесу, група јој говори о повратку Далека. На споредном задатку у Јапану, Џек уверава Јаз да, иако боли да се напусти живот са Докторком, он ипак вреди муке. Када се криза завршила, Рајан и Грејам одлучују да остану на Земљи како би се усредсредили на обнову сопствених односа и да би заштитили Земљу у Докторкином одсуству, али Јаз одлучује да настави да путује са Докторком.
У „Апокалипси за Ноћ вештица”, Докторка и Јаз јуре Карванисту, тајанствену фигуру из Докторкине прошлости. Јаз је узрујана Докторкиним препреденим и тајновитим понашањем. Путеви су им се укрстили са Деном Луисом, незапосленим добротвором и историчарем почетником из Ливерпула 21. века којег је отео Карваниста. Новоформирани тројац узвраћа ударац када је универзум десеткован Флуксом. У „Селу Анђела”, Јаз и Дена Уплакани анђели враћају у прошлост у 1901. годину. Они путују светом три године у епизоди „Преживели Флукса”, да би на крају пронашли начин да се врате у садашњост у Ливерпулу 1904. године. Јаз и Ден се поново удружују са Докторком да би победили Флукс и она им се придружује да путују у ТАРДИС-у у епизоди „Победници”, а Докторка обећава да ће се коначно отворити Јаз објашњавајући све што је мучи. У „Предвечерју Далека”, Јаз признаје Дену да гаји романтична осећања према Докторки, али не зна како да их изрази. Докторка се супротставља Јаз у вези тога у епизоди „Легенда о Морским ђаволима”, говорећи да узвраћа Јазину наклоност, одбијајући да се повеже са другим људским сапутником који ће једног дана умрети.
У „Моћи Доктора”, Јаз помаже Докторки на брзом возу пре него што јој је помогла да се спасе од Господара пошто јој је украо тело. Јаз тера Господара из ТАРДИС-а пошто га је отео, а потом врбује Виндера да помогне у спасавању Докторке пошто су је Далеци отели по наређењу Господара. Уз помоћ холограма Одбегле Докторке, Јаз помаже да се Докторка обнови. Пошто је Докторку ранио Курункс, Јаз је спасава и враћа у ТАРДИС. Пошто су схватиле да ће Докторка да се регенерише, Јаз и Докторка одлучују да крену на последње путовање и обе се на крају растају. Убрзо након тога, Јаз је позвана у групу за подршку са Грејамом и Деном, као и другим бившим сапутницима да причају о својим искуствима са Доктор(к)ом.

### Другу медији
У септембру 2018. објављена су три романа повезана са 11. серијалом, у којима се појављује Јасмин Кан – Добра Докторка, Отопљено срце и Борбене чаролије. Јаз је приказана на насловној страни Борбених чаролија.

### Кастинг и развој
Дана 22. октобра 2017. објављено је да је Гилова добила улогу сапутнице у једанаестом серијалу Доктора Хуа и да ће се појавити заједно са Џоди Витакер 2018. године.
Мајка њеног лика, Наџија Кан (Шобна Гулати), први пут се појавила у четвртој епизоди тог серијала, „Арахниди у Уједињеном Краљевству”.